# Lugan (Aveyron)
Lugan – miejscowość i gmina we Francji, w regionie Oksytania, w departamencie Aveyron. W 2013 roku jej populacja wynosiła 354 mieszkańców. 